# Speocera molesta
Speocera molesta är en spindelart som beskrevs av Brignoli 1978. Speocera molesta ingår i släktet Speocera och familjen Ochyroceratidae. Inga underarter finns listade i Catalogue of Life.